# Elena Kirilovsky-Terlevich
Elena Kirilovsky-Terlevich (La Plata, 12 de junio de 1946) es una astrofísica argentina radicada en México y en Reino Unido. Se desempeña como investigadora en el Instituto Nacional de Astrofísica, Óptica y Electrónica (INAOE). Su investigación involucra la formación y evolución de galaxias, y los patrones de formación de estrellas dentro de las galaxias, especialmente aquellas con núcleos activos, y el uso de dichas regiones de formación estelar violenta en métodos independientes para determinar parámetros cosmológicos.

## Biografía
Obtuvo una licenciatura en astronomía de la Universidad Nacional de La Plata en 1970. Sin embargo, las condiciones políticas en Argentina en la década de 1970 le impidieron continuar en la universidad y, en cambio, en 1977 emigró del país con su esposo, el astrofísico Roberto J. Terlevich y sus dos hijos. De allí se fueron a Inglaterra, donde Kirilovsky completó un doctorado en 1984 en la Universidad de Cambridge. Su disertación, Evolution of Open Clusters, fue supervisada por Sverre Aarseth.
Después de  trabajar como investigadora en el Observatorio Real de Greenwich, en el Departamento de Astrofísica en la Universidad de Sussex y en el Instituto de Astronomía de Cambridge y de jubilarse en Gran Bretaña, Kirilovsky se mudó junto a su esposo a México donde se desempeñan como investigadores en el INAOE desde 1998.

## Reconocimientos
Es miembro de la Asociación Argentina de Astronomía, Royal Astronomical Society, Sociedad Española de Astronomía, Sociedad Europea de Astronomía, Unión Astronómica Internacional, Academia Mexicana de Ciencias. En 2022, la Universidad Nacional de La Plata otorgó sendos Doctorados honoris causa tanto a Kirilovsky como a su esposo. En 2023 ambos fueron reconocidos como Profesores Extraordinarios ad honorem de la Universidad Nacional de La Plata.